# Michael Tositsas
Michael Tositsas of Tossizza (Grieks: Μιχαήλ Τοσίτσας) (Metsovo, 1787 – Athene, 1856) was een Griekse zakenman in Egypte. Vanwege zijn financiële bijdragen (zowel bij leven als postuum) in de eerste decennia van de zelfstandige Griekse staat wordt hij in Griekenland beschouwd als een nationale weldoener.

## Leven en werk
Tositsas was een Aroemeen. In 1806 nam hij samen met zijn broers de leiding over van zijn vaders bonthandel in Thessaloniki. Nadat het bedrijf flink was uitgebreid, zond hij zijn broers naar Egypte om daar filialen te openen; zelf opende hij vestigingen in Livorno en Malta. In 1818 trouwde hij met Eleni Tositsa (1796–1866). In 1820 verhuisden ze naar Alexandrië. 
Hij ontwikkelde een nauwe relatie met Mohammed Ali, die hem benoemde tot persoonlijk adviseur en op andere belangrijke bestuurlijke posten, o.a. als hoofd van de eerste nationale bank van Egypte. Tositsas werd een van de machtigste landeigenaars in Egypte. Hij was de eerste consul-generaal van Griekenland in Egypte, en een belangrijke leider van de Griekse gemeenschap in Alexandrië. Samen met zijn broers zorgde hij voor belangrijke voorzieningen op het gebied van onderwijs en religie. Tijdens de Griekse Onafhankelijkheidsoorlog organiseerde zijn vrouw Eleni het vrijkopen van Griekse krijgsgevangenen op Egyptische slavenmarkten.

## Nalatenschap
In 1854 verhuisde Tositsas naar Athene, waar hij in 1856 overleed. Zijn liefdadigheid betrof niet alleen Alexandrië maar ook Athene, Thessaloniki en zijn geboorteplaats Metsovo. Enkele van de meest opvallende bijdragen zijn die aan de Universiteit van Athene, de Arsakeio-kostschool voor meisjes en de Nationale Technische Universiteit van Athene. Per testament liet hij grote bedragen na voor hulp aan de armen en de oprichting van ziekenhuizen, kerken en scholen. 
Na zijn dood zette zijn echtgenote Eleni het liefdadigheidswerk voort door schenkingen van land en grote sommen geld aan organisaties in het onderwijs en welzijn. De Griekse naam van de Nationale Technische Universiteit van Athene, Εθνικό Μετσόβιο Πολυτεχνείο ("Nationale Metsovische Polytechnische [school]"), verwijst naar Metsovo, de geboorteplaats van Michael en Eleni Tositsas en twee andere weldoeners.
Het Nationaal Archeologisch Museum, eerst gevestigd te Egina, verhuisde naar Athene toen deze stad in 1834 de hoofdstad van het land werd; Eleni Tositsa schonk het stuk grond waarop het museum is gebouwd. De straat die tussen het museum en de Technische Universiteit loopt heet Οδός Τοσίτσα, "Tositsastraat".
Ook Tositsas' jongere broer Theodoros, die eveneens een fortuin vergaarde in Egypte, verhuisde naar Griekenland na de onafhankelijkheid en schonk het grootste deel van zijn rijkdom aan liefdadige stichtingen.